# Begonia oxyanthera
Begonia oxyanthera é uma espécie de Begonia, nativa do Camarões e Guiné Equatorial.

## Sinônimos
- Begonia jussiaeicarpa Warb.